# Doña Juana
De Doña Juana is een stratovulkaan gelegen in het departement Nariño in het zuiden van Colombia. De vulkaan is geclassificeerd als een explosieve vulkaan met een VEI van 4. Tijdens de laatste uitbarsting, in 1906, kwamen meer dan honderd mensen om. De grootste bekende uitbarsting vond plaats op 13 november 1899. De basis van de vulkaan is een caldera die ontstond bij een uitbarsting ongeveer 2300 v. Chr. De vulkaan bestaat uit enkele toppen waarvan de hoogste hoger is dan 4.150 meter (de exacte hoogte is onbekend). In de omgeving bevinden zich 42 meren.

## Etymologie
De naam van de vulkaan is afkomstig uit een legende van de Chibcha-indianen die woonden in het gebied waar de vulkaan ligt. Mama Juana was een mooie Ecuadoriaanse die verliefd werd op Pedro. Omdat de ouders tegen een huwelijk waren, vluchtten ze beiden en werden ze tot een vulkaan vervloekt.

## Biodiversiteit
De top van de vulkaan is te bereiken via een helling die deel uitmaakt van de Vallei der Orchideeën. De biodiversiteit in de omgeving van de vulkaan is ongekend hoog; 471 vogelsoorten (waaronder de andescondor), beren, herten en poema's komen voor in het gebied.

## Galerij

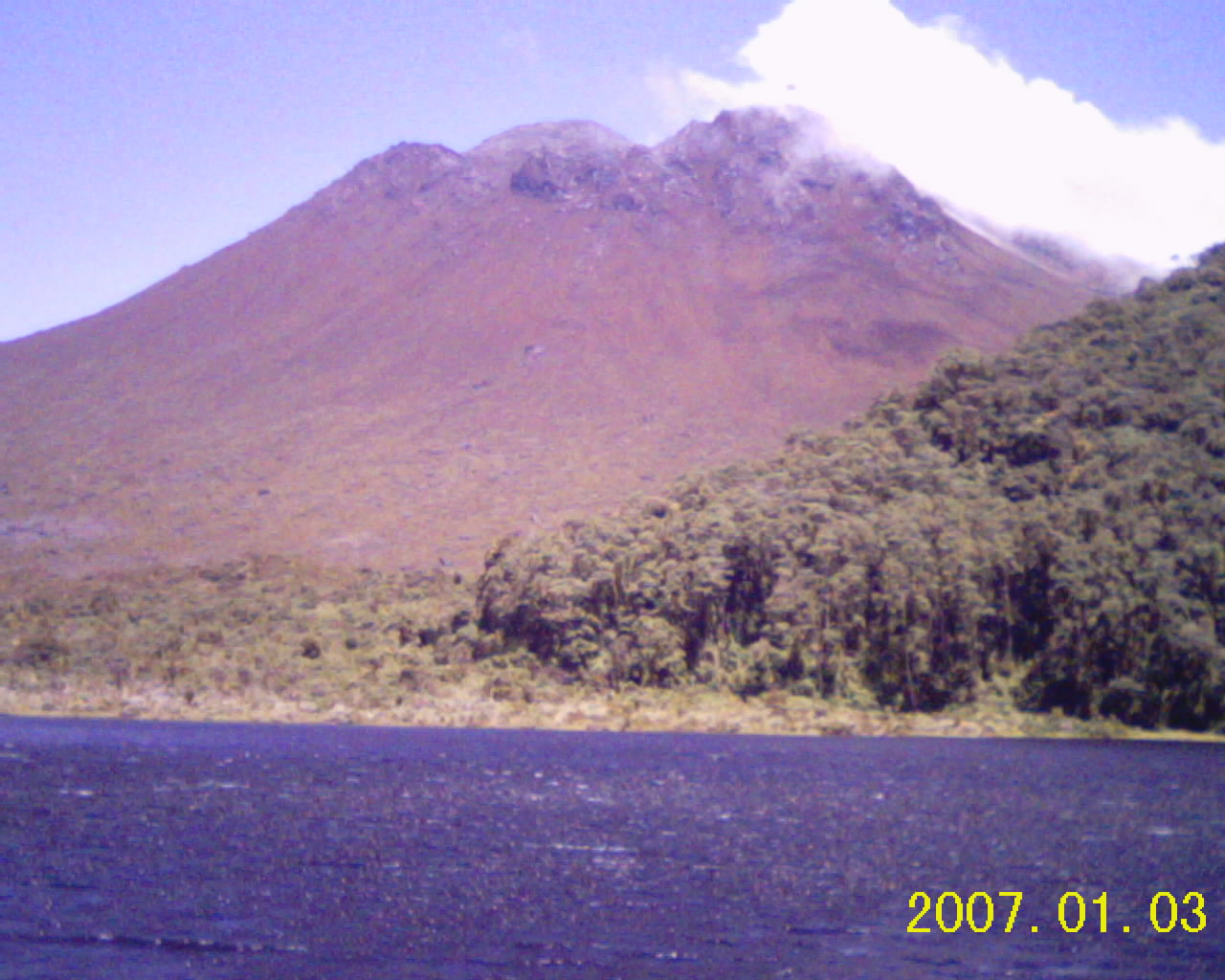
Doña Juana van dichtbij